# سنونو رمادي الردف
سنونو رمادي الردف (الاسم العلمي: Pseudhirundo griseopyga)، نوع من الطيور تتبع إلى فصيلة السنونو، وهو طائر أحادي الطراز من جنس Pseudhirundo.
يوجد في أنغولا، بنين، بوتسوانا، بوركينا فاسو، بوروندي، الكاميرون، جمهورية أفريقيا الوسطى، جمهورية الكونغو، جمهورية الكونغو الديمقراطية، ساحل العاج، غينيا الاستوائية، إثيوبيا، الغابون، غامبيا، غانا، غينيا، غينيا بيساو، كينيا، ليبيريا، مالاوي، مالي، موزمبيق، ناميبيا، النيجر، نيجيريا، رواندا، السنغال، سيراليون، جنوب أفريقيا، السودان، إسواتيني، تنزانيا،أوغندا، زامبيا، وزيمبابوي.

## روابط خارجية
- Grey-rumped swallow - Species text in The Atlas of Southern African Birds.